# لیندا گروبن
لیندا گروبن (انگلیسی: Linda Grubben؛ زادهٔ ۱۳ سپتامبر ۱۹۷۹) ورزشکار دوگانه اهل نروژ است.
او مدال نقره بازی‌های المپیک زمستانی را 7.5 × 4 به دست آورد، در حالی که مدال مدال طلا را در مسابقات جهانی بیاتلون در سال 2004 در اوبرهوف به دست آورد.
در مسابقات انفرادی، او مدال برنز 15 کیلومتری مسابقات جهانی بیاتلون 2005 در هوچفیلزن را به دست آورد. گروبن در آخرین مسابقه جام جهانی بیاتلون 2005-06 در اسلو پیروز شد و مقام سوم را در رده بندی کلی به دست آورد. او 8 قهرمانی در جام جهانی را در دوران حرفه ای خود به دست آورد. در مسابقات جهانی که در Antholz-Anterselva برگزار شد، او مدال های برنز، نقره و طلا را به دست آورد. مدال طلا با زدن 20 هدف از 20 هدف ممکن به دست آمد.
در 5 آگوست 2006، او با راجر گروبن، مربی ملی بیاتلون نروژ، ازدواج کرد و نام خانوادگی او، گروبن را برای خود انتخاب کرد. در دسامبر 2007 او اولین فرزند خود را به دنیا آورد - یک دختر.

او پس از کسب سومین مدال خود که برنز مسابقات جهانی 2007 بود، اعلام کرد که از این ورزش بازنشسته شده است.

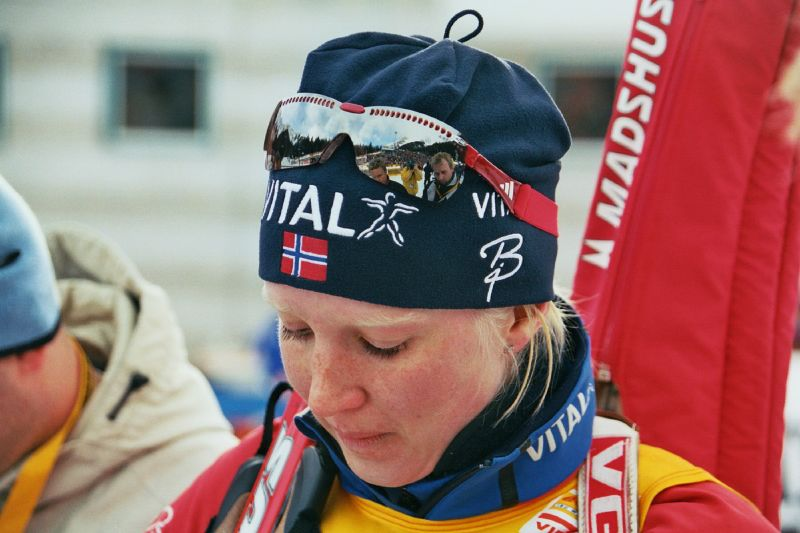
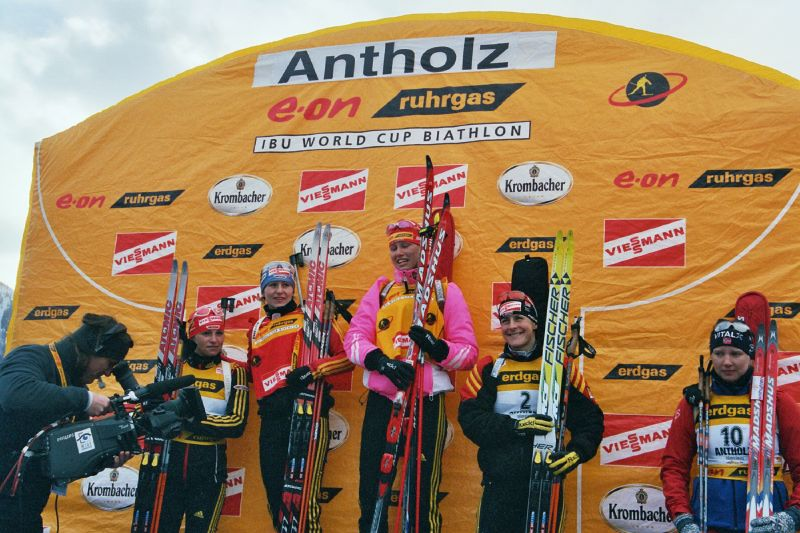